# Adansonia perrieri
El baobab de Perrier (Adansonia perrieri) es una especie en peligro de extinción perteneciente al género Adansonia. Es originaria de Madagascar.

## Descripción
Es un árbol que puede alcanzar 20 m de altura. Dispone de un gran tronco cilíndrico en cuyo vértice se coloca una corona de ramas irregulares que salen a los 45 °, completamente desnudas en la estación seca. 
En la temporada de lluvias (de noviembre a abril) se cubren con hojas , compuesto por 5-11 folíolos obovados -elípticas, de unos 2 cm de ancho. Las flores son amplias e intensamente aromáticas, de color amarillo claro a anaranjado y eclosionan durante la noche. Florece entre los meses de noviembre y diciembre. Los frutos, en forma de huevo, son de hasta 30 cm de largo y contiene numerosas semillas reniformes.

## Distribución y hábitat
Crece también en el norte de Madagascar donde quedan pocos ejemplares de esta especie en peligro de extinción. No supera los 15 metros de altura y puesto que está en el hemisferio sur echa hojas entre noviembre y abril, como el resto de baobabs de Madagascar.

## Taxonomía
Adansonia perrieri fue descrito por René Paul Raymond Capuron y publicado en Notulae Systematicae. Herbier du Museum de Paris 16: 66, f. 1. 1960.

## Etimología
Adansonia: nombre científico que honra al sabio francés de origen escocés que describió por primera vez a éste árbol, Michel Adanson (1737-1806), y deriva directamente de su apellido.
perrieri: significa epíteto